# Constellis
Costelis (anteriormente conocida bajo los nombres Xe Services LLC, Blackwater USA y Blackwater Worldwide) es una organización paramilitar estadounidense. Ha sido diversamente descrita como una empresa militar privada. Fue fundada el 26 de diciembre de 1996 por Erik Prince y Al Clark.  La sede principal está situada en Carolina del Norte, donde poseen un complejo de entrenamiento táctico especializado. La empresa entrena a más de cuarenta mil personas al año procedentes de distintas ramas de las Fuerzas Armadas, así como otras agencias de seguridad de varios países. Diversos medios han señalado a la empresa como el símbolo de la privatización de las guerras del siglo XXI.
Actualmente Academi es la contratista privada más importante del Departamento de Estado de los Estados Unidos, aunque también ha obtenido contratos para prestar servicios a otras agencias, como a la CIA —250 millones de dólares durante la Administración Obama—. Cerca de un 90 % de sus beneficios actuales proceden de los contratos con el gobierno estadounidense.  Academi y sus predecesores brindan servicios de seguridad por contrato al gobierno federal de los Estados Unidos. Desde 2003, presta servicios a la Agencia Central de Inteligencia. En 2013 su filial, International Development Solutions, recibió un contrato de aproximadamente 92 millones de dólares para los guardias de seguridad del Departamento de Estado de los Estados Unidos.
Algunas misiones realizadas por miembros de Academi han generado controversia debido al daño (amenazas, asesinatos, tráfico ilegal de armas) que ha sufrido la sociedad civil ajena a los conflictos bélicos de su zona.
El 28 de septiembre de 2007 la empresa se vio envuelta en la muerte de diecisiete civiles durante la Invasión de Irak, cuando estaban en una emboscada. El Departamento de Estado encontró contradictorias las declaraciones de los guardias, mientras que el FBI determinó que catorce de los diecisiete civiles habían sido tiroteados desde vehículos de Academi, por entonces Blackwater. El gobierno de Irak pidió que la compañía se retirara del país. También se acusa a la empresa y al gobierno estadounidense de dar inmunidad legal a sus mercenarios. Cuatro empleados fueron condenados en los Estados Unidos y luego indultadas el 22 de diciembre del 2020 por el presidente Donald Trump.
Pasó a llamarse Xe Services en 2009 y nuevamente a Academi en 2011, después de que fuera adquirida por un grupo de inversores privados. En 2014, Academi, se fusionó con Triple Canopy para formar Constellis Holdings.

## Personal

### 1997: Blackwater USA
Blackwater USA se formó el 26 de diciembre de 1996, por Al Clark y Erik Prince en Carolina del Norte, para brindar apoyo de capacitación a organizaciones militares y policiales. Al explicar su propósito, Prince declaró: "Estamos tratando de hacer por el aparato de seguridad nacional lo que FedEx hizo por el Servicio Postal". Erik Prince, ex-SEAL de la Armada de los Estados Unidos, es el dueño y fundador de Blackwater, fue a la Academia naval, se graduó en Hillsdale College y estuvo como becario de la Casa Blanca durante el gobierno de George H. W. Bush. Desde 1998 Prince ha contribuido pagando más de 168.000 dólares al Comité Nacional Republicano, además de apoyar candidaturas republicanas tales como la de George W. Bush y la del senador Tom Coburn.
Después de trabajar con los equipos SEAL y SWAT Blackwater USA recibió su primer contrato gubernamental tras el ataque suicida contra el USS Cole frente a la costa de Yemen en octubre de 2000.

### 1997: Apertura de centros de entrenamiento
Prince compró aproximadamente 7000 acres (28 km2) del Great Dismal Swamp, un vasto pantano en la frontera entre Carolina del Norte y Virginia que ahora es principalmente un refugio de vida silvestre nacional Refugio Nacional de Vida Silvestre Great Dismal Swamp. "Necesitábamos 3000 acres para que fuera seguro", dijo Prince al periodista Robert Young Pelton. Allí creó su centro de entrenamiento privado y su empresa contratista, Blackwater, a la que nombró por el agua del pantano de color turba.
El Blackwater Lodge and Training Center se inauguró oficialmente el 15 de mayo de 1998, con unas instalaciones de 6000 acres y 6,5 millones de dólares dirigidas por Robert Anderson. Comprende varias gamas: reproducciones interiores, exteriores y urbanas, un lago artificial y una pista de conducción en los condados de Camden y Condado de Currituck, ambos en Carolina del Norte. La empresa dice que es el centro de formación más grande del país. El concepto no fue un éxito financiero, pero se mantuvo solvente gracias a las ventas de la empresa hermana Blackwater Target Systems.

### 2002–2007: Crecimiento como compañía de seguridad Blackwater
Jeremy Scahill ha afirmado que Blackwater Security Company (BSC) fue una creación de Jamie Smith, un ex oficial de la CIA que fue nombrado vicepresidente de Blackwater USA y director fundador de Blackwater Security Company, ocupando ambos puestos simultáneamente. Sin embargo, esta afirmación es negada por Prince y el ejecutivo de Blackwater, Gary Jackson, quienes describen el despido de Smith de su puesto como administrador de bajo nivel por "incumplimiento" después de un contrato de treinta días. Smith ha sido acusado de embellecer aún más su historial militar y contractual para defraudar a los inversores en SCG International Risk.

##### 2003-2006: Primeros contratos
La primera misión del BSC fue proporcionar a veinte hombres autorización ultrasecreta para proteger la sede de la CIA y otra base responsable de cazar a Osama bin Laden.
Blackwater fue una de varias empresas de seguridad privadas empleadas después de la invasión a Afganistán. BSC se formó originalmente como una Sociedad de responsabilidad limitada de Delaware y fue una de las más de sesenta empresas de seguridad privadas empleadas durante la guerra de Irak para proteger a funcionarios e instalaciones, entrenar al nuevo ejército y policía de Irak y proporcionar otros apoyo a las fuerzas de coalición Fuerza Multinacional Irak.
Smith dejó Blackwater para fundar su propia empresa, SCG International Risk, en 2003.
Blackwater fue contratada después del Huracán Katrina por el Departamento de Seguridad Nacional de los Estados Unidos para proteger las instalaciones gubernamentales, así como a clientes privados, incluidas las compañías de comunicaciones, petroquímicas y de seguros. En total, la empresa recibió más de mil millones de dólares en contratos del gobierno de Estados Unidos. La empresa constaba de nueve divisiones y una filial, Blackwater Vehicles.

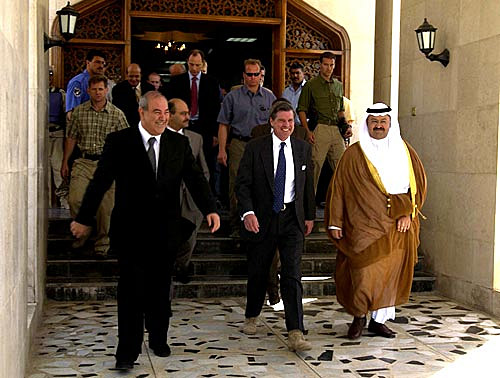
Paul Bremer escoltado por guardias de seguridad de Blackwater

En agosto de 2003, Blackwater, recibió su primer contrato en Irak, un contrato de 21 millones de dólares para un destacamento de seguridad personal y dos helicópteros para Paul Bremer, jefe de la ocupación estadounidense en Irak. En julio de 2004, Blackwater fue contratada por el Departamento de Estado de los Estados Unidos en virtud del contrato general de Servicios de Protección Personal Mundial (WPPS) de la Oficina de Seguridad Diplomática, junto con DynCorp International y Triple Canopy, Inc. con el fin de proporcionar servicios de protección en Irak, Afganistán, Bosnia e Israel. El contrato se aplicó por dos años y expiró el 6 de junio de 2006. Autorizó a 482 personas y Blackwater recibió 488 millones de dólares por su trabajo.
Durante la ejecución de este contrato, Blackwater enfrentó varios incidentes significativos. Uno de los más destacados fue el accidente del Blackwater 61, ocurrido el 27 de noviembre de 2004 en Afganistán. Un avión CASA C-212 operado por Presidential Airways Inc., una subsidiaria de Blackwater, se estrelló en las montañas Kuh-i-Baba, causando la muerte de sus seis ocupantes, incluidos tres militares estadounidenses. Las investigaciones posteriores señalaron errores humanos y deficiencias en las prácticas de contratación y supervisión como factores determinantes en el accidente, lo que generó críticas hacia Blackwater y el Departamento de Defensa de los Estados Unidos.
En mayo de 2006 el Departamento de Estado de EE. UU. adjudicó a WPPS II, el sucesor de su anterior contrato de seguridad diplomática. En virtud de este contrato, el Departamento de Estado adjudicó a Blackwater, junto con Triple Canopy y DynCorp, un contrato de seguridad diplomática. en Iraq. Según este contrato, Blackwater fue autorizada a tener mil veinte empleados en Irak. Las responsabilidades de Blackwater incluían la embajada de Estados Unidos en Irak. En ese momento era una empresa privada y publicaba información limitada sobre asuntos internos.

### Liderazgo
Cofer Black, vicepresidente de la compañía desde 2006 hasta 2008, fue director del CIA, Centro Contraterrorista (CTC) en el momento de los ataques del 11 de septiembre en 2001. Fue coordinador del Departamento de Estado de los Estados Unidos para contraterrorismo con el rango de embajador general desde diciembre de 2002 hasta noviembre de 2004. Después de dejar el servicio público, Black fue nombrado presidente de la empresa privada de recopilación de inteligencia Total Intelligence Solutions, Inc., así como vicepresidente de Blackwater.
Robert Richer fue vicepresidente de inteligencia hasta enero de 2007, cuando formó Total Intelligence Solutions. Anteriormente fue jefe de la División de Cercano Oriente de la CIA.

##### 2006-2007: Nuevos centros de entrenamiento
En noviembre de 2006, Blackwater USA anunció que había adquirido una instalación de 80 acres (32 hectáreas) ubicada a 120 km al oeste de Chicago en Mount Carroll, Illinois, llamada Impact Centro de entrenamiento. Esta instalación ha estado operativa desde abril de 2007 y presta servicios a las agencias encargadas de hacer cumplir la ley en todo el Medio Oeste.
Blackwater intentó abrir un centro de entrenamiento de 824 acres a tres millas al norte de Potrero, California, un pequeño pueblo en el este rural Condado de San Diego, localizado a 72 km al este de San Diego, para entrenamiento militar y policial.
La apertura había enfrentado una fuerte oposición de los residentes locales, los residentes de la cercana San Diego, el congresista local Bob Filner y organizaciones ambientalistas y pacifistas. La oposición se centró en el potencial de aumento de incendios forestales, la proximidad de la instalación propuesta al Bosque Nacional de Cleveland, la contaminación acústica y la oposición a las acciones de Blackwater en Irak. En respuesta, Brian Bonfiglio, director de proyecto de Blackwater West, dijo: "No habrá entrenamiento con explosivos ni munición trazadora. Las balas de plomo no provocan incendios". En octubre de 2007, cuando incendios forestales arrasaron el área, Blackwater hizo al menos tres entregas de alimentos, agua, productos de higiene personal y combustible para generadores a 300 residentes cerca del sitio de capacitación propuesto, muchos de los cuales habían atrapados durante días sin suministros. También establecieron una "ciudad de tiendas de campaña" para los evacuados.
El 7 de marzo de 2008, Blackwater retiró su solicitud para establecer una instalación en el condado de San Diego.

### 2007-2009: Blackwater Worldwide

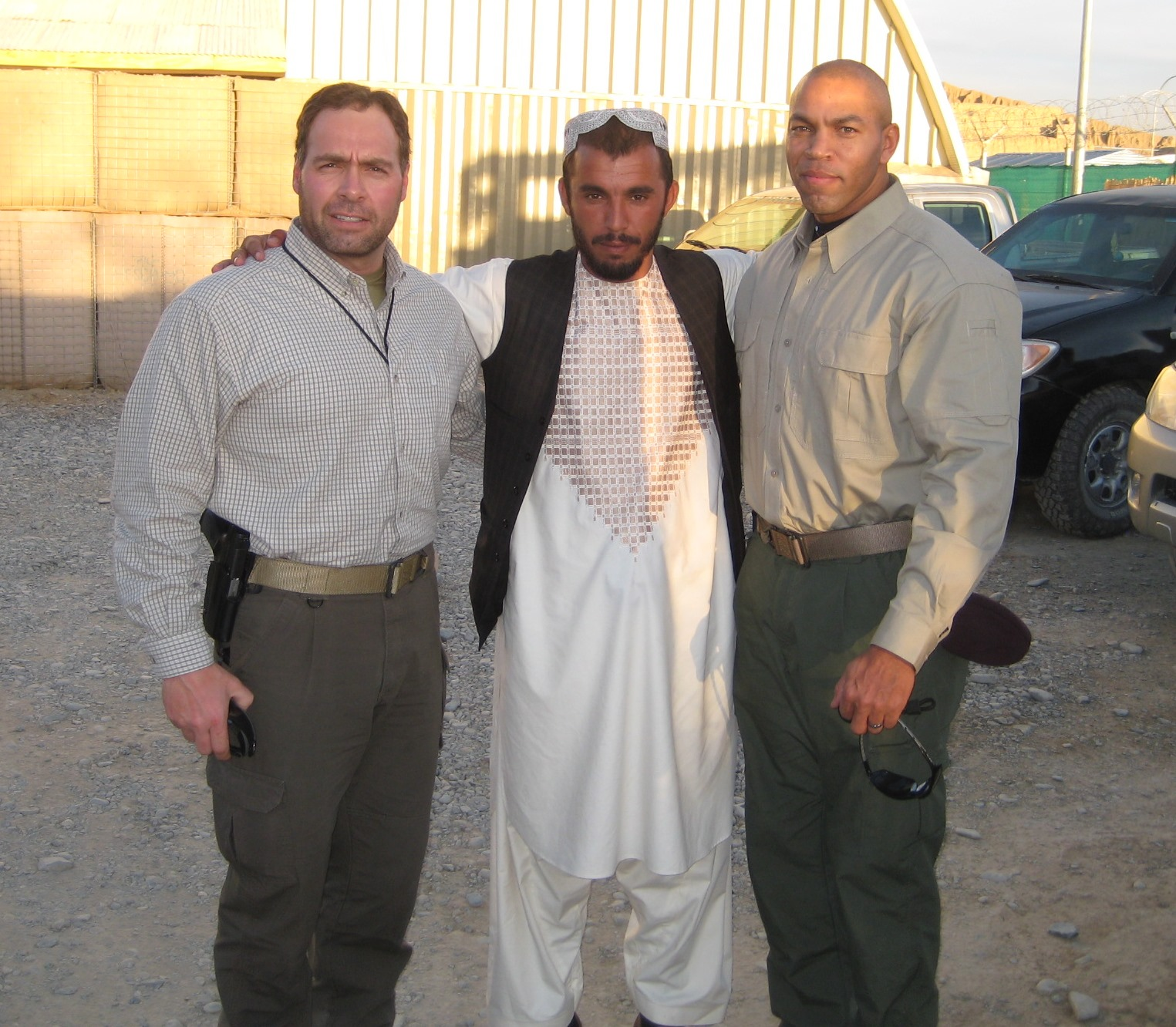
El comandante de la policía fronteriza afgana, coronel Razic, y Joseph Yorio, director ejecutivo de Blackwater en FOB Spin Bolduck, en la provincia sureña de Kandahar en Afganistán, junto a la frontera con Pakistán

En octubre de 2007, Blackwater USA comenzó el proceso de cambiar su nombre a Blackwater Worldwide y dio a conocer un nuevo logotipo. El cambio restó importancia al tema de la retícula "cruz", simplificándolo ligeramente.
El 21 de julio de 2008, Blackwater Worldwide declaró que desviaría recursos de la contratación de seguridad debido a los grandes riesgos en ese sector. El fundador y director ejecutivo de la empresa, Erik Prince, dijo: "La experiencia que hemos tenido ciertamente desincentivaría a otras empresas que quieran intervenir y poner en riesgo todo su negocio".

### 2009-2010: Xe Services LLC

Logotipo de Xe Services LLC

En febrero de 2009, Blackwater anunció que cambiaría su nombre una vez más, esta vez a "Xe Services LLC", como parte de un plan de reestructuración para toda la empresa, tenía la intención de reorientar la empresa en sus aspectos de logística, aviación y capacitación, en lugar de sus operaciones de seguridad.
En el 4 de marzo de 2009, Erik Prince, fundador de Blackwater, ha anunciado su renuncia a la Presidencia Ejecutiva de la compañía. Esta maniobra se produce semanas después del cambió de imagen, Jeremy Scahill, autor de Blackwater: el auge del ejército mercenario más poderoso del mundo, da su opinión sobre estos últimos acontecimientos.
Joseph Yorio fue nombrado nuevo presidente y director ejecutivo, en sustitución de Gary Jackson como presidente y Prince como director ejecutivo. Danielle Esposito fue nombrada nueva directora de operaciones y vicepresidenta ejecutiva.
Cofer Black, vicepresidente actual de la compañía, fue el oficial encargado de las operaciones antiterroristas de la administración Bush cuando ocurrieron los Atentados del 11-S, además, también cuentan con un número significativo de oficiales de la CIA y El Pentágono.

### 2010-2014: Academi

Logo de Academi

En 2010, Xe fue adquirida por USTC Holdings, un consorcio de inversores, que buscaba cambiar aún más la marca de la empresa. La venta puso fin formalmente al rol operativo y administrativo de Erik Prince en la empresa. Xe pasó a llamarse oficialmente "Academi" en 2011. La junta directiva de Academi incluía al exfiscal General John Ashcroft, ex Consejero de la Casa Blanca y Jefe de Gabinete Vicepresidencial Jack Quinn, almirante retirado y ex NSA, el director Bobby Ray Inman, y el empresario de Texas Red McCombs, quien se desempeñó como presidente de la junta.
Quinn y Ashcroft eran directores independientes, sin otras afiliaciones a Academi. En mayo de 2011, Academi nombró a Ted Wright como director ejecutivo. Wright contrató a Suzanne Rich Folsom como directora de regulación y cumplimiento y asesora general adjunta de Academi.  El equipo de Regulación y Cumplimiento de Academi ganó el premio a la Oficina de Cumplimiento Corporativo del Año 2012 del National Law Journal.
En 2012, el general de brigada retirado Craig Nixon fue nombrado nuevo director ejecutivo de Academi.

### 2014-presente: Constellis Holdings
Una fusión entre Triple Canopy y Academi, junto con otras empresas que formaban parte del paquete Constellis Group, ahora están reunidas bajo el paraguas de Constellis Holdings, Inc. La transacción reúne una variedad de empresas de seguridad, incluidas Triple Canopy, Constellis Ltd., Strategic Social, Tidewater Global Services, National Strategic Protective Services, ACADEMI Training Center y International Development Solutions.
En 2015, seis mercenarios colombianos, que, según los medios locales, eran empleados de Academi fueron asesinados en Yemen. Los mercenarios estaban siendo dirigidos por un comandante australiano que se cree que había sido contratado por los Emiratos Árabes Unidos para luchar contra la insurgencia hutí.
En 2016, Ali al-Houthi, expresidente del Comité Revolucionario Supremo, un organismo formado por militantes Houthi, informó que una Misil Tochka impactó en un centro de comando liderado por Arabia Saudita en Marib, lo que resultó en la muerte de más de 120 mercenarios, incluidos 55 sauditas (9 oficiales), 11 EAU y 11 comandantes extranjeros de Blackwater el 17 de enero, así como otras pérdidas materiales. También en 2016, doscientos mercenarios sudaneses de Blackwater y su comandante, el coronel estadounidense Nicolas Petras, fueron asesinados en Yemen en un ataque de las fuerzas yemeníes el 31 de enero con otro misil Tochka que impactó una reunión de las fuerzas sauditas en Base aérea de Al Anad en la provincia de Lahij según fuentes hutíes e iraníes.
En septiembre de 2016, Constellis fue comprada por Apollo.
Constellis trasladó su sede mundial a Herndon,Virginia, en febrero de 2020.

## Estructura
Academi está formada por diez empresas subsidiarias.

### Blackwater Training Center
Es un centro de entrenamiento táctico físico y armamentístico de la empresa, donde se preparan militares, personal del gobierno y distintas agencias de seguridad estatales. También ofrece varios cursos de un año de duración donde pueden entrenarse, desde combates cuerpo a cuerpo, puntería con rifles de francotirador hasta conducción profesional evasiva.

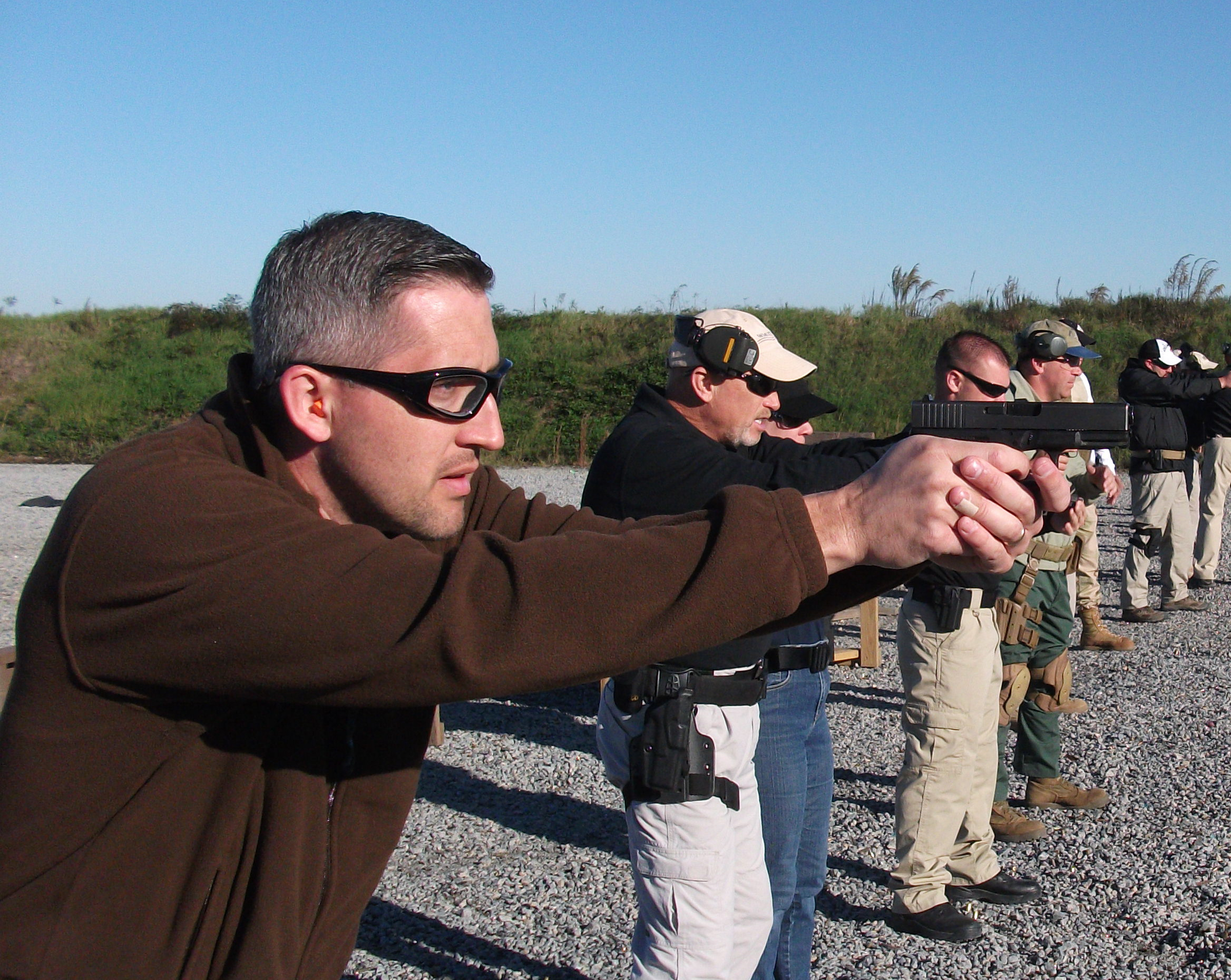
Complejo de entrenamiento de Academi en Carolina del Norte

### Blackwater Target Systems
Esta división proporciona y mantiene las dianas de acero que se usan en los entrenamientos de puntería, así como los barracones y diversas estructuras que simulan habitáculos de distinta índole de la vida cotidiana donde se podría desenvolver un conflicto real.

### Blackwater Security Consulting
Conocida también por sus siglas BSC, se formó en 2001, en Carolina del Norte. Es una de las 177 firmas de seguridad privadas empleadas durante la guerra de Irak para proteger a los funcionarios, las instalaciones, entrenar al ejército iraquí y a la policía iraquí, así como proporcionar ayuda a las Fuerzas de la Coalición.
Equipo y maquinaria utilizada por Blackwater:
- Helicópteros MD-530F, pequeños y versátiles para las Fuerzas de Respuesta Inmediata.
- Helicópteros Sikorsky S-92, de dimensiones más grandes para poder transportar un volumen superior de tropas.
- Helicópteros Bell 412, de pequeñas dimensiones y muy usados en Irak para transportar civiles.
- Vehículos acorazados RG-31 de BAE Systems, comprados a las fuerzas armadas británicas para realizar la Ruta Iraniana, pequeña carretera que conecta la Zona Verde con el Aeropuerto Internacional de Bagdad.[75]
- Vehículos acorazados Cougar H de la empresa Force Protection Inc[76]
- Aviones Embraer EMB 314 Super Tucano, pequeñas aeronaves para entrenar pilotos.

### Blackwater K9

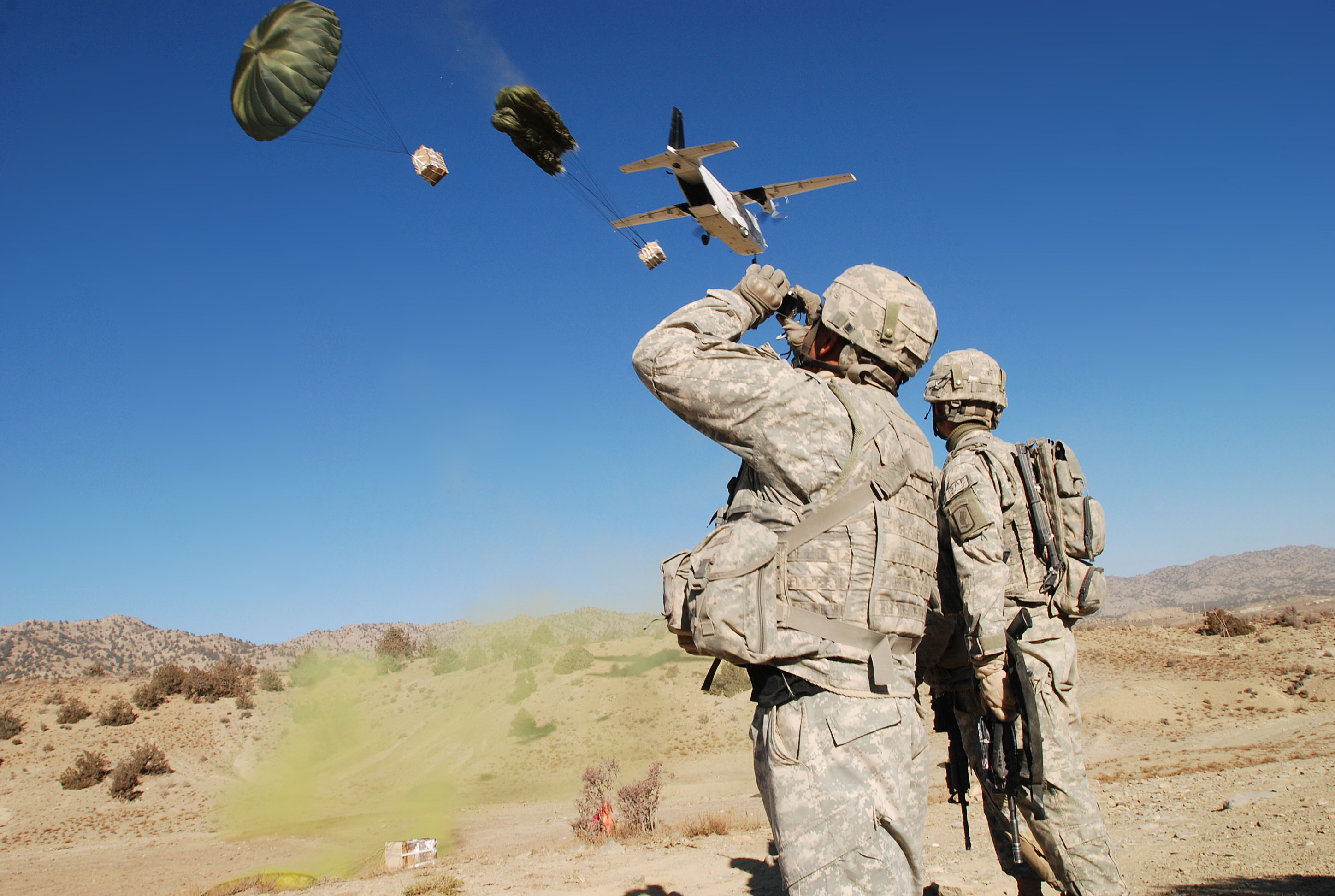
Avión de transporte CASA C-212 de Blackwater lanzando suministros en Afganistán.

Esta división se encarga de adiestrar distintas razas de perros para uso policial, aprendiendo a detectar estupefacientes o explosivos y también para el ejército, conocidos como perros de ataque.

### Blackwater Airships
División creada en enero de 2006, encargada de fabricar dirigibles controlados a distancia.

### Blackwater Armored Vehicles
División creada recientemente para fabricar transporte blindado de personal, de momento, cuentan con un modelo exclusivo, el Grizzly APC. El tamaño compacto permite que sea transportado rápidamente con el avión Lockheed C-130 Hércules.

### Blackwater Maritime Solutions
Esta división es específica para entrenamientos tácticos para las fuerzas de seguridad marítimas y aéreo-marítimas. El centro ha sido utilizado por las fuerzas de seguridad griegas antes de la celebración de los Juegos Olímpicos de Atenas 2004, patrullas marítimas de Azerbaiyán y por el Ministerio de Interior de Afganistán. Las instalaciones cuentan con un lago artificial y varios contenedores apilados simulando el casco y la cubierta de un buque para practicar asaltos en alta mar. El centro también entrenó a la Armada de los Estados Unidos después del atentado contra el USS Cole en el año 2000 por parte de integristas radicales cerca de Yemen.
Recientemente, también han adquirido el McArthur, que ha sido equipado tanto para el entrenamiento como para dar respuesta en caso de ataque.

### Greystone Limited
Greystone comenzó a funcionar en 2004 como filial de lo que es ahora Academi. En 2010, Greystone fue adquirida por la administración actual. Actualmente opera como un proveedor independiente de servicios de apoyo de protección y entrenamiento. Greystone ha prestado servicios en más de diez países de todo el mundo y tiene oficinas en Chesapeake (Virginia), Bermudas y los Emiratos Árabes Unidos. El gobierno de Ucrania ha sido acusado por Rusia en abril de 2014 de contratar a 150 especialistas de Greyston para tratar de reprimir las manifestaciones en el oriente del país.
El servicio de seguridad privada Greystone está registrado en Barbados y emplea soldados para labores de seguridad en alta mar a través de su filial Soluciones Satelles, Inc. Su sitio web anuncia su capacidad para suministrar «personal de las mejores fuerzas armadas de todo el mundo» para despliegue en todo el planeta. Pueden ejecutar desde tareas de muy pequeña escala hasta grandes operaciones y «facilitar las operaciones de estabilidad a gran escala que requieren grandes cantidades de personal para ayudar a controlar una región».

## Operaciones destacadas

### Katrina

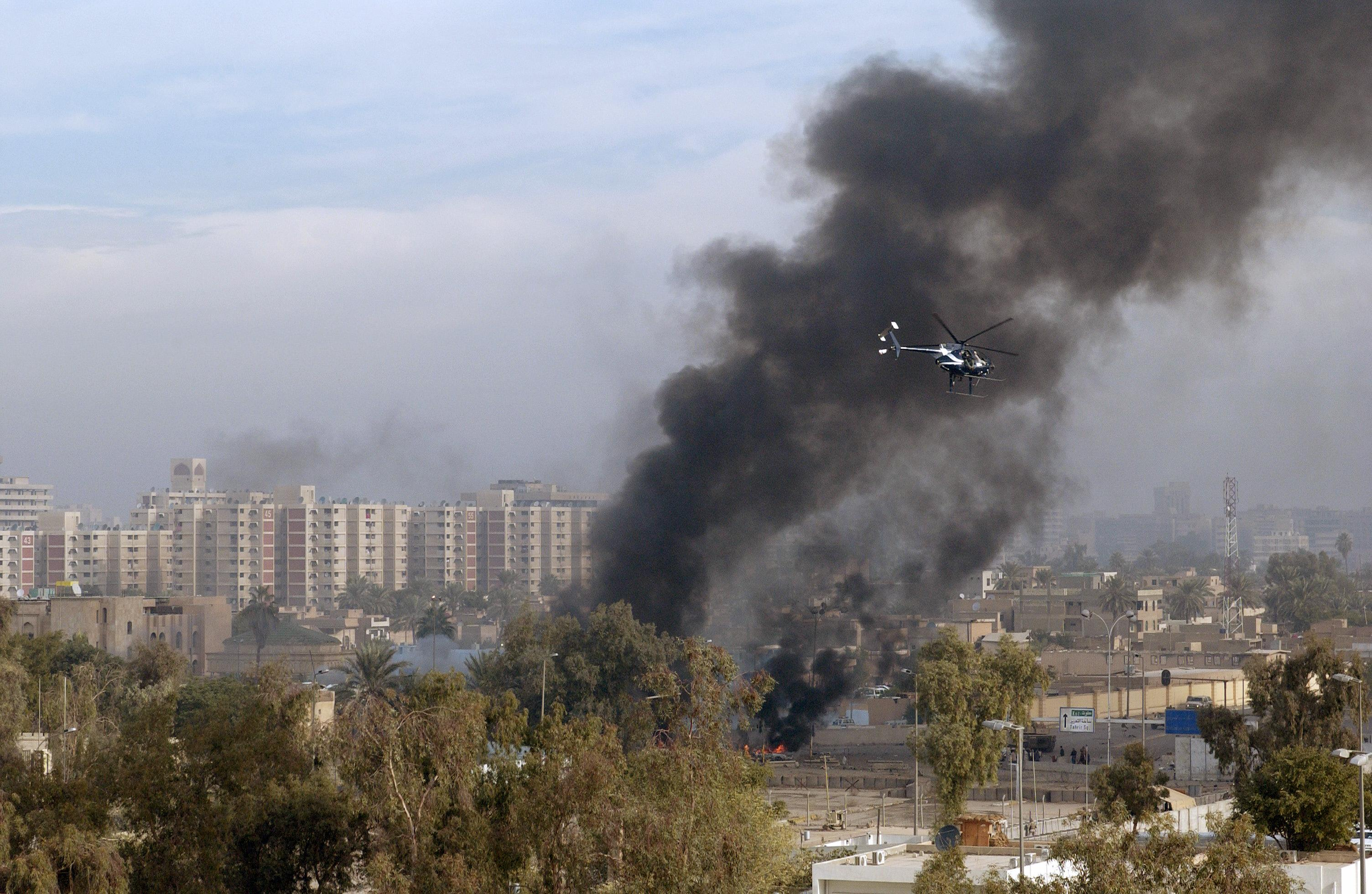
Un helicóptero MD 500 de Academi sobrevuela Bagdad, Irak, tras la explosión de un coche bomba en diciembre de 2004 durante la guerra de Irak

Después de la devastación provocada por el Huracán Katrina en 2005, Academi (por entonces Blackwater) movilizó alrededor de 200 hombres, para que participaran en las maniobras de rescate en la Costa del Golfo de México, encargándose de la seguridad, logística y transporte, aplicando la ley por su cuenta en zonas afectadas por el desastre para hacer frente a los delincuentes. No obstante, de entre los 200 empleados, 164 estaban trabajando en virtud de un contrato con el Departamento de Seguridad Nacional de los Estados Unidos para proteger las instalaciones del gobierno.
La controversia a raíz de los contratos gubernamentales después de Katrina en Nueva Orleans fue notable, especialmente debido a los contratos sin licitación, como el caso de Blackwater, fuertemente armados y cuya presencia en la ciudad fue también objeto de mucha confusión y crítica.
El 1 de septiembre de 2005, tras el huracán Katrina, Blackwater envió un equipo de rescate y un helicóptero para apoyar las operaciones de socorro. Blackwater trasladó a alrededor de 200 personas al área afectada por el huracán Katrina, la mayoría de los cuales (164 empleados) trabajaban bajo un contrato con el Servicio de Protección Federal para proteger las instalaciones gubernamentales, pero la empresa también tenía contratos con clientes privados. La presencia de Blackwater después de Katrina le costó al gobierno federal 240.000 dólares por día.

### Ocupación de Irak
Durante la ocupación estadounidense de Irak, Blackwater prestó servicios de protección y resguardo de personal y convoyes de provisiones al ejército de los Estados Unidos. Paul Bremer, antes de dejar Irak, firmó la orden 17, dándole inmunidad a la empresa frente a cualquier aplicación de la ley de Irak por incidentes como matar a civiles.
De acuerdo a los testimonios publicados el 11 de diciembre de 2009 por el New York Times, algunos de estos mercenarios habrían participado en detenciones extrajudiciales. Durante el periodo álgido de la insurgencia en Irak, entre los años 2004 y el 2006, los empleados de Blackwater acumularon un papel central en misiones de asalto nocturnas y detención realizadas casi a diario, hasta el punto de confundirse las responsabilidades de la CIA, los militares del Pentágono y los contratistas privados.
En 2007 la empresa se vio envuelta en la matanza de 17 civiles iraquíes en la ciudad de Bagdad. Más tarde el FBI determinó que al menos 14 de los 17 muertos habían sido atacados desde vehículos de miembros de Blackwater. La matanza dio a conocer la empresa al gran público y su reputación se vio seriamente dañada. Por aquel entonces más de 25.000 agentes privados servían en Irak y la firma estadounidense estaba subcontratada por el Departamento de Estado por valor de 1000 millones de dólares y gozaba de inmunidad legal. Un funcionario del Departamento de Estado que investigó el suceso declaró que había sufrido amenazas de muerte por parte del jefe de Blackwater en Irak y que altos funcionarios estadounidenses en Irak se pusieron de parte de la empresa.
En 2010, Academi y otras siete compañías recibieron un enorme contrato del gobierno estadounidense por valor de 10 000 millones de dólares por cinco años para labores de seguridad.

### Contratos con la CIA
El jueves 20 de agosto de 2009 fue expuesto el hecho de que la CIA contrató a la empresa privada Blackwater para un programa secreto de asesinatos y otras operaciones encubiertas clasificadas con el fin de perseguir a miembros y dirigentes de Al Qaeda. En declaraciones hechas en la Corte, ex empleados vinculan al fundador de Blackwater a asesinatos y amenazas.
Una investigación federal señaló en 2012 que la CIA había contratado a Academi (por entonces Blackwater) tras el 11-S para que apoyara una unidad de alto secreto de la CIA dedicada a realizar asesinatos selectivos. Hasta 2012, los contratos concedidos a Academi por parte de la CIA tendrían un valor de 250 millones de dólares.

## Cultura popular
En el videojuego Grand Theft Auto V aparece una parodia de Academi, en referencia a su antiguo nombre, Blackwater, llamada Merryweather. Esta compañía tiene un papel importante en la trama al tratarse de una de los principales antagonistas.
También se pueden encontrar referencias a Blackwater en el videojuego Payday 2, (esta vez bajo el nombre Murkywater), y en la saga de Deus Ex, bajo el nombre de Belltower Associates.
Blackwater es mencionado en el documental de 2013 Guerras Sucias dirigida por Richard Rowley, en el documental se expone algunas de las operaciones encubiertas del ejército estadounidense en el marco de la guerra contra el terrorismo.